# Station Dalekie
Station Dalekie is een spoorwegstation in de Poolse plaats Dalekie.